# 1946 год в истории изобразительного искусства СССР
1946 год был отмечен рядом событий, оставивших заметный след в истории советского изобразительного искусства.

## События
- Ленинградский институт живописи, скульптуры и архитектуры имени И. Е. Репина окончили Таисия Афонина, Раиса Гетман, Александр Гуляев, Нина Денисова, Алексей Кузнецов, Алексей Можаев, Андрей Мыльников, Пётр Пуко, Василий Соколов, Надежда Штейнмиллер и другие известные ленинградские художники и скульпторы.[1]

- 19 января — «Всесоюзная художественная выставка 1946 года» открылась в Москве в Государственной Третьяковской галерее. Экспонировалось около 1500 произведений 555 авторов, в том числе работы Михаила Авилова, Константина Белокурова, Михаила Бобышова, Фёдора Богородского, Александра Бубнова, Александра Ведерникова, Георгия Верейского, Александра Герасимова, Сергея Герасимова, Гавриила Горелова, Алексея Грицая, Александра Дейнеки, Николая Дормидонтова, Василия Ефанова, Крума Джакова, Сергея Захарова, Марии Зубреевой, Игоря Крестовского, Александра Лактионова, Александра Матвеева,  Нины Нисс-Гольдман, Александра Осмеркина, Герты Неменовой, Михаила Платунова, Константина Рудакова, Александра Самохвалова,  Василия Хвостенко и других мастеров изобразительного искусства СССР.[2]

- 13 марта — «Выставка живописи, графики, скульптуры художников-фронтовиков» открылась в Москве в Центральном Доме работников искусств СССР. Экспонировалось около 200 произведений 53 авторов.[3]

- 9 мая — в Ленинграде после реставрационных работ вновь открылся для посетителей Государственный Русский музей.

- Персональная выставка произведений Владимира Ариевича Гринберга (1896—1942) открылась в залах Ленинградского Союза советских художников[4].

- Персональная выставка произведений Николая Андреевича Тырсы (1887—1942) открылась в залах Ленинградского Союза советских художников[4].

- 5 декабря в Киеве открыт Памятник В. И. Ленину. Авторы памятника скульптор С. Д. Меркуров, архитекторы А. В. Власов и В. Д. Елизаров.[5] Фигура Ленина изготовлена из красного полированного гранита высотой в 3,45 м и установлена на цилиндрическом постаменте высотой в 6,8 м диаметром в 1,88 м из чёрного полированного лабрадорита на квадратном гранитном стилобате.[6] В центре постамента надпись «Ленин». По бокам высечены ленинские слова «При едином действии пролетариев великорусских и украинских свободная Украина возможна, без такого единения о ней не может быть и речи» и «Никогда не победят того народа, в котором рабочие и крестьяне в большинстве своём узнали, почувствовали и увидели, что они отстаивают свою, Советскую власть — власть трудящихся, что отстаивают то дело, победа которого им и их детям обеспечит возможность пользоваться всеми благами культуры, всеми созданиями человеческого труда» (В. И. Ленин). Монумент находится в начале бульвара Тараса Шевченка перед Бессарабской площадью напротив Бессарабского рынка. До установки в Киеве скульптура В. Ленина экспонировалась в советском павильоне на Всемирной выставке 1939 года в Нью-Йорке.

## Родились
- 1 июня — Блиок Андрей Николаевич, российский советский живописец и педагог, Народный художник Российской Федерации.

## Скончались
- 3 августа — Дени Виктор Николаевич, российский советский художник-карикатурист, Заслуженный деятель искусств РСФСР (род. в 1893).
- 13 сентября — Лансере Евгений Евгеньевич, русский советский график, монументалист, театральный художник, лауреат Сталинской премии, Народный художник РСФСР (род. в 1875).

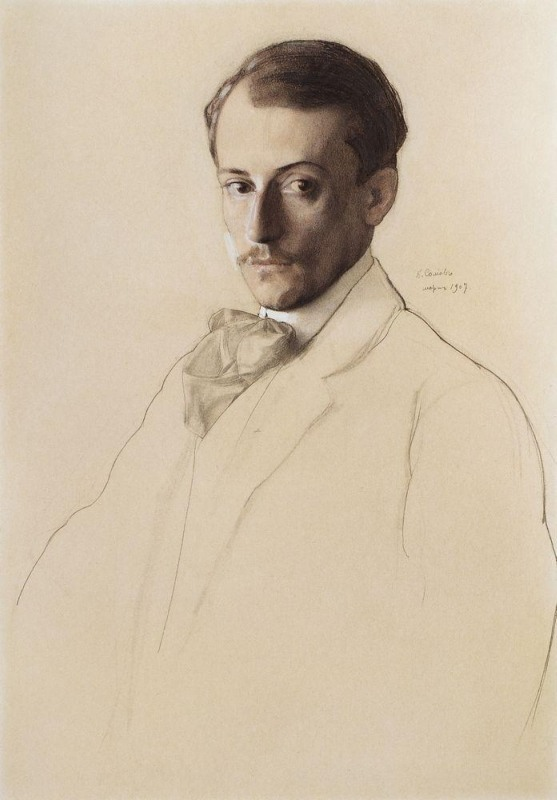
Евгений Лансере